# Trevor Manuel

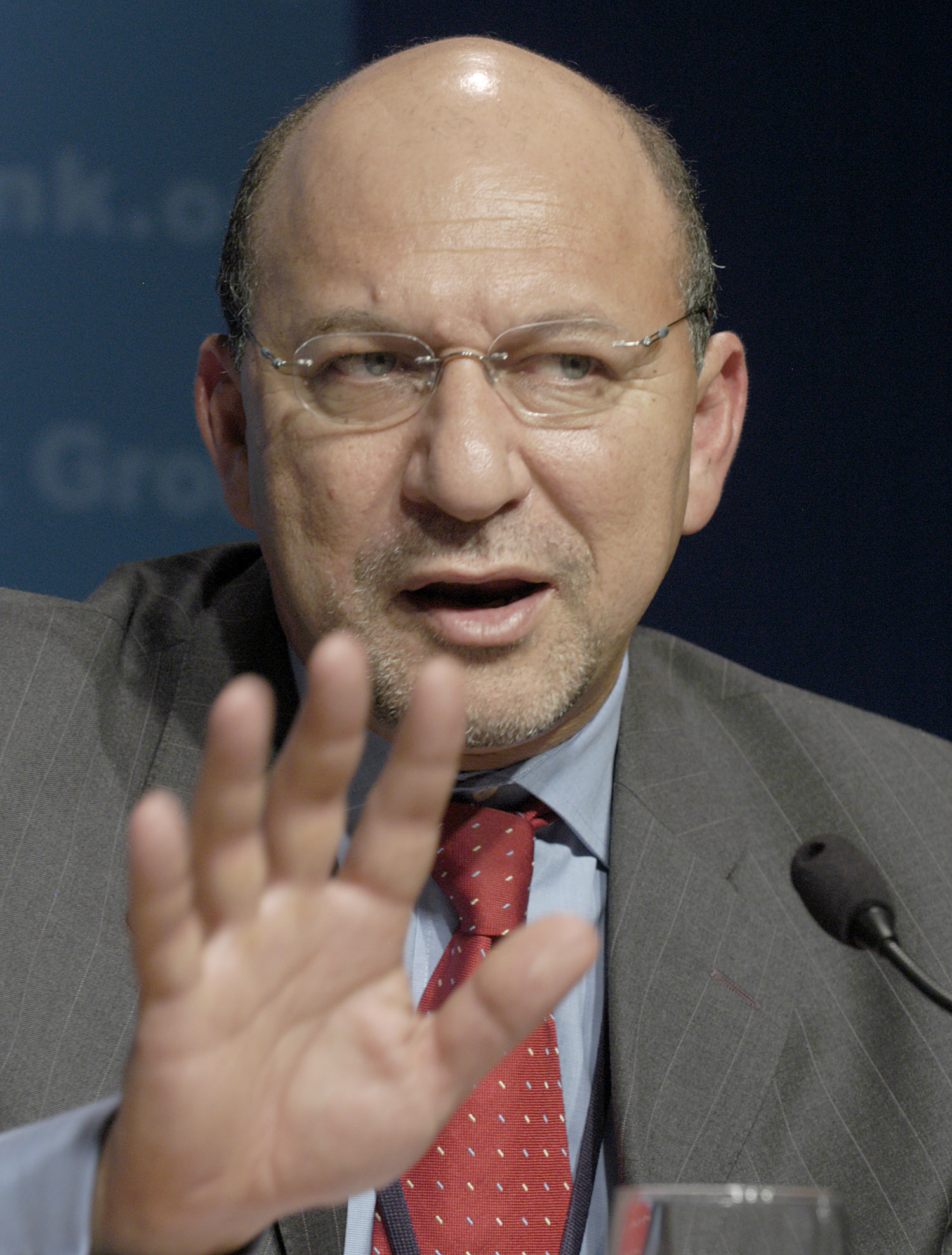
Manuel (2003)

Trevor Andrew Manuel (* 31. Januar 1956 in Kapstadt) ist ein südafrikanischer Politiker des African National Congress (ANC). Er gehörte 1994 bis 2014 als Minister der Regierung an, zuerst bis 1996 als Handels- und Industrieminister, dann von 1996 bis 2009 unter drei Präsidenten als Finanzminister und ab dem Amtsantritt von Jacob Zuma 2009 als Vorsitzender des National Planning Commission of South Africa der Präsidialverwaltung im Rang eines Ministers; zudem ist er seit 1991 Mitglied des Exekutiv- sowie des Arbeitskomitees des ANC. Manuel galt als einer der einflussreichsten Minister Südafrikas und als Architekt des wirtschaftlichen Aufschwungs Südafrikas.

## Leben
Manuel war als Coloured von der Apartheid betroffen, er wuchs arm in einem Township der Kapstadter Cape Flats auf. Seine Eltern waren Abraham und Philma Manuel, und er wuchs mit drei Geschwistern auf. Sein Vater arbeitete als Angestellter beim Cape Town City Council. Als Kind wurde er bereits mit den damals prägenden politischen Verhältnissen in Südafrika konfrontiert, als 1960 schwarze Nachbarn mit Polizeifahrzeugen zwangsweise vom Stadtteil Kensington nach Guguletu umgesiedelt wurden. Seine ersten Erfahrungen mit politischem Engagement machte er 1969 auf Anraten seines Vaters in der Jugendorganisation der Labour Party (Labour Party Youth), das er jedoch wieder beendete, da er dafür unter Mitschülern einem Gruppendruck ausgesetzt war und die Mitgliedschaft in der Labour Party für eine Mitwirkung im Coloured Persons Representative Council kein Unterstützung bieten konnte.
Nach seinem Abitur an der Harold Cressy High School im District Six im Jahre 1973 fand er eine Arbeit bei einem Bauunternehmen, wo er über sieben Jahre tätig war. Dabei erlangte Manuel den Posten eines technischen Ingenieurs. 1981 gab er diese Tätigkeit auf und betätigte sich als Freiwilliger bei der Organisation des Cape Areas Housing Action Committee (Cahac). Wenig später, im März 1982, übernahm er Aufgaben eines Außendienstmitarbeiters für das Education Resources Information Centre, das sich mit der Verbreitung von Schriften an Bürgergruppen beschäftigte.
Er wurde durch Freunde an der University of the Western Cape mit Ideen der Black-Consciousness-Bewegung inspiriert und dadurch vom Denken Steve Bikos stark beeinflusst. Das führte ihn mit Akteuren der Young Christian Workers zusammen, die katholisch geprägt waren. Zu dieser Zeit arbeitete Trevor Manuel wieder für eine Baufirma und hatte dabei mit Arbeitsmigranten aus dem Homeland Ciskei Kontakt, wodurch er mit deren Lebensbedingungen näher in Verbindung kam. Diese Eindrücke haben ihn stark beeinflusst und in Folge dieser Erfahrungen hielt er sich zehn Tage in Mgwali bei Stutterheim auf, einem Black spot, presbyterianischen Missionsstandort im Osten der Kapprovinz und Wirkungsstätte von Tiyo Soga (Bibelübersetzer). Während der frühen 1970er Jahre entstand auch seine Freundschaft mit Toufie Bardien, der als ehemaliges Mitglied im Coloured People’s Congress wegen seiner Aktivitäten für 15 Jahre gebannt wurde.
In den 1970er Jahren schloss er sich dem damals illegalen ANC an, in den 80er Jahren wurde er eine der führenden Personen in der Oppositionsszene von Kapstadt, verbrachte die zweite Hälfte des Jahrzehnts jedoch überwiegend in Haft. 1989 nahm er an den Verhandlungen zwischen ANC und Regierung über das Ende der Apartheid teil. 1994 wurde Manuel Mitglied des Parlaments sowie Industrie- und Handelsminister in der Regierung Mandela, bevor er 1996 dessen Finanzminister wurde. Er war der einflussreichste „Coloured“ in der südafrikanischen Regierung und gilt als Kritiker der Bevorzugung der „Schwarzen“ durch den ANC.
Während seiner Amtszeit als Finanzminister konsolidierte er die südafrikanischen Staatsfinanzen. Als er im September 2008 aus Solidarität mit Thabo Mbeki zurücktrat, führte das zu seinem Kursrutsch von 4 % innerhalb weniger Minuten, obwohl eine erneute Ernennung durch den Übergangspräsidenten Kgalema Motlanthe bereits feststand. International arbeitete er schon vor der Prägung des Begriffs „BRICS-Staaten“ als einer der ersten auf eine Anpassung der Strukturen von IWF und der Weltbank an die wachsende Bedeutung dieser Staaten hin. Mit der Amtseinführung Zumas wechselte der vom linken Flügel des ANC hart kritisierte Manuel auf den noch mächtigeren Posten des Leiters der National Planning Commission, dem alle anderen Minister in Budgetfragen zur Rechenschaft verpflichtet sind.
Er wurde im Mai 2011 als ein möglicher Kandidat für die Nachfolge Dominique Strauss-Kahns als geschäftsführender IWF-Direktor gehandelt, ein Posten, der traditionell von einem Europäer besetzt wird. Nachfolgerin Strauss-Kahns wurde schließlich dessen Landsfrau Christine Lagarde. Zu den Parlamentswahlen 2014 trat Manuel nicht mehr an.
Manuel war seit ihrer Gründung im Jahr 2008 Kanzler der Cape Peninsula University of Technology in Kapstadt. Seine Amtszeit dauerte bis 2014.

## Privates
Er ist seit 2008 mit Maria Ramos verheiratet, die unter anderem als CEO bei der staatlichen Transportgesellschaft Transnet tätig war und seit 2009 CEO der Absa Bank ist. Aus der ersten Ehe mit Lynne Matthews ging ein gemeinsamer Sohn hervor.

## Ehrungen

### Ehrendoktorwürden
- 2002: University of South Africa
- 2002: Peninsula Technicon
- 2002: University of the Western Cape
- 2003: University of KwaZulu-Natal
- 2006: Rhodes University[9]
- 2016: University of the Free State[10]

### Weitere Auszeichnungen
- 1994: Deutscher Afrika-Preis (Deutsche Afrika-Stiftung)
- Presidential Award (Institute of Personnel Management)
- Woodrow Wilson Public Service Award
- Management Excellence Award (Wits Business School)
- Newsmaker of the Year (Johannesburg Press Association)
- African Finance Minister of the Year (Euromoney)
- Global Leader for Tomorrow (Weltwirtschaftsforum)[9]

## Sonstiges
- Kabinett Mandela
- Kabinett Zuma I